# Nellie Parker Spaulding
Nellie Parker Spaulding, née le 4 août 1870 à Machias (Maine), est une actrice américaine du cinéma muet. Elle meurt le 18 juin 1945 à Glendale (Californie).

## Filmographie
La filmographie de Nellie Parker Spaulding, comprend les films suivants :
- 1915 : The Flying Twins
- 1915 : Fifty Years After Appamattox
- 1915 : P. Henry Jenkins and Mars
- 1915 : Outcasts of Society
- 1915 : When Hungry Hamlet Fled
- 1915 : A Disciple of Nietzsche
- 1915 : The Miracle
- 1915 : The Valkyrie
- 1916 : The Flight of the Duchess
- 1916 : Fear
- 1916 : Oh! Oh! Oh! Henery!
- 1916 : A Man's Sins
- 1916 : Arabella's Prince
- 1916 : The Pillory
- 1917 : Her Good Name
- 1917 : The Vicar of Wakefield (en)
- 1917 : Reputation (en)
- 1917 : Lust of the Ages
- 1918 : The Business of Life
- 1918 : Love Watches (en)
- 1918 : La Maison du brouillard (The House of Mirth) d'Albert Capellani
- 1918 : Her Great Chance (en)
- 1920 : A Philistine in Bohemia
- 1920 : The Love Expert (en)
- 1920 : The Midnight Bride
- 1920 : Les Deux Compères
- 1921 : Dynamite Allen
- 1921 : East Lynne
- 1921 : The Power Within
- 1921 : School Days (en)
- 1922 : The Inner Man
- 1923 : The Truth About Wives
- 1923 : One Million in Jewels
- 1923 : A Bride for a Knight
- 1923 : Twenty-One
- 1925 : Le Grand Destructeur (en) (Time, the Comedian)

## Crédit d'auteurs
- (en) Cet article est partiellement ou en totalité issu de l’article de Wikipédia en anglais intitulé « Nellie Parker Spaulding » (voir la liste des auteurs).